# Герб Тетірки
Герб Теті́рки — офіційний символ села Тетірка Пулинського району Житомирської області, затверджений рішенням Тетірської сільської ради.

## Опис
Щит перетятий двічі. На першій золотій частині три лазурових п'ятипелюсткових квітки льону з золотими серединками в балку. На другій лазуровій золоте сонце з людським обличчям. На другій і третій зеленій частинах срібний бик. Щит облямований золотим декоративним картушем і увінчаний золотою сільською короною.